# Waterstofbromideflowbatterij
Een waterstofbromideflowbatterij is een flowbatterij met bromide en waterstof als reagentia. Vanwege de goedkope chemische elementen in de batterij, is het een voordeliger vorm van energie-opslag dan bij andere systemen. Een nadeel is dat waterstofbromide erg corrosief is en deze dus in geschikte tank moet worden opgeslagen. Ook neemt de waterstofopslag zowel financieel als in ruimte veel ruimte in.  De batterij wordt ontwikkeld door Elestor BV en won in 2016 de Jan Terlouw Ambition Award 2016.
In de jaren 60 voerde NASA al experimenten uit met dit type batterij, vanwege de plannen om een permanente basis op de maan in te richten. Toen dat niet doorging, is de ontwikkeling van de batterij stopgezet.

## Werking
Het batterijsysteem bestaat uit een membraan met aan een zijde een waterstoftank en aan de andere zijde waterstofbromide onder atmosferische druk.
Het membraan laat alleen protonen door. Wanneer op de batterij een elektrische spanning wordt gezet, vindt een zogenoemde redoxreactie plaats, waarbij protonentransport door het membraan plaatsvindt en de batterij geladen wordt. Bij het ontladen vindt de reactie in omgekeerde richting plaats.
Het proces is volledig omkeerbaar en voorziet geen degradatie waardoor de opslagcapaciteit van het systeem na verloop van tijd niet afneemt. Doordat het een flowbatterij is kan de opslagcapaciteit worden opgevoerd door de waterstof- en de waterstofbromide/broomtank te vergroten en het vermogen door meer membranen toe te voegen.

## Toepassingsgebied
De batterij kan vanwege de lage energiedichtheid gebruikt worden als stationaire batterijen voor bijvoorbeeld peak shaving van zonneparken of windparken. Voor opslag van stroom van eigen zonnepanelen zal de waterstofbromideflowbatterij niet geschikt zijn gezien de reagentia broom, waterstofbromide en waterstofgas. Deze zijn oftewel zeer corrossief, zuur of explosief. Het waterstofgas neemt ook relatief veel ruimte in.

## In plaats van een eigen waterstofopslag koppeling aan een waterstofleidingnet
Op haar site en op een energiebeurs presenteerde Elestor het idee om in plaats van een eigen waterstofopslag de flowbatterij te koppelen aan een waterstofleidingnet . Zo wordt een dure investering in een eigen waterstofopslag bespaard. De HBr-flowbatterij gaat dan tevens werken als een aparte electrolyser tijdens het laden en als brandstofcel (totdat de voorraad aan HBr c.q. Br2 op is) tijdens het ontladen.
Gezien het genoemde roundtriprendement van de HBr-flowbatterij van 70 % zal het rendement van de batterij als aparte electrolyser en als brandstofcel dan 84 % moeten bedragen, wat vooral als brandstofcel relatief zeer hoog is. Het nadeel van koppeling aan een waterstofleidingnet is wel dat de waterstof die tijdens de electrolyserfase aan het leidingnet is afgevoerd (en bijvoorbeeld verbruikt door een kunstmestfabriek) tijdens de brandstofcelfase weer terug moet worden aangevoerd. Aangezien er tijdens de brandstofcelfase een (groene) stroom tekort is kan de dan terug aangevoerde waterstof niet van andere elektrolysers komen. De dan terug aangevoerde waterstof zal dan bijvoorbeeld uit een Steam Methane Reformer die aardgas in waterstof omzet moeten komen. De verliezen voor de dan noodzakelijk zuivering van de waterstof niet meegerekend komt het rendement voor de door de Steam Methane Reformer en de HBr-flowbatterij gebruikte aardgas tijdens de brandstofcelfase in theorie hoger uit dan voor aardgas dat anders gebruikt zou worden door een Stoom- en Gasturbine (STEG). . 